# 新潟濃厚味噌拉麵

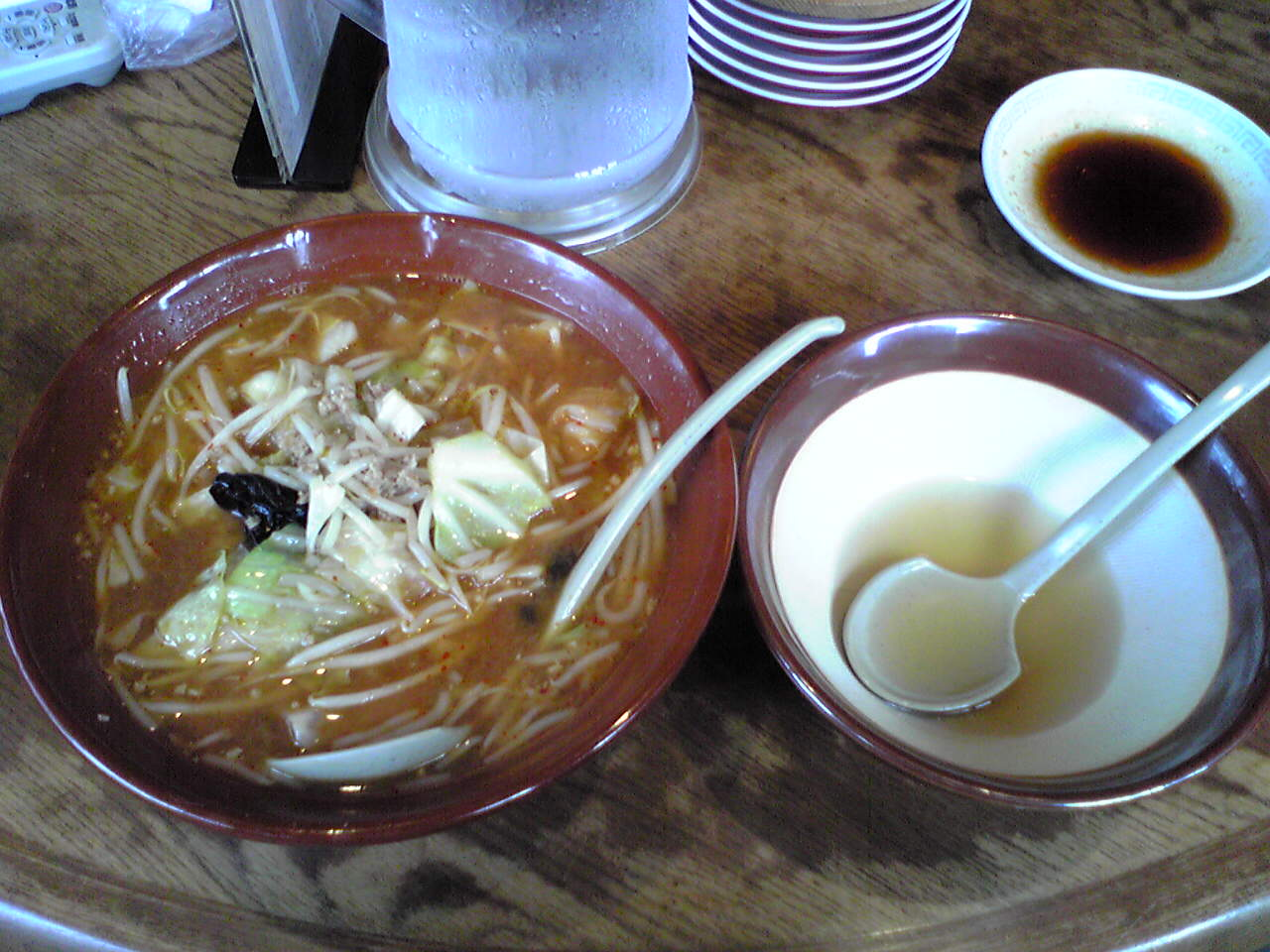
新潟濃厚味噌拉麵

新潟濃厚味噌拉麵（日语：新潟濃厚味噌ラーメン）是發源於新潟縣新潟市西蒲區（卷町）的拉麵。

## 概述
新潟市西蒲區的Komadori據說是新潟濃厚味噌拉麵的发源地。帶有已稀釋的味噌湯“湯割”，可以根據自己的喜好去調整味道的濃淡。
在2005年，新潟的四大拉麵開始受到關注時，它被雜誌介紹為味噌拉麵或新潟濃厚味噌拉麵。作家石神秀幸所說這種拉麵被譽為拉麵之王、列為新潟四大拉麵，這是一道具有卷町流湯割的味增拉麵。此外，大崎宏也在他的書中將新潟濃厚味噌拉麵介紹為新潟四大地方拉麵之一。

## 代表店
- Komadori[2]
- 東橫